# Nouveau (informatique)
Pour les articles homonymes, voir Nouveau.
Nouveau est un projet de la fondation X.Org et de Freedesktop.org visant à produire des pilotes libres pour les cartes graphiques Nvidia par rétro-ingénierie.
Ben Skeggs (alias darktama) est le mainteneur du pilote DDX xf86-video-nouveau et de la partie DRM (pilote nouveau dans le noyau).
Les pilotes Nouveau sont utilisés par défaut, quand une carte ou circuit graphique Nvidia est détecté, dans Fedora 11 et Ubuntu depuis la 11.10.
PSCNV est un fork de Nouveau initié par la société PathScale (en), visant à proposer le support d’un GPGPU (comme CUDA ou OpenCL) particulier appelé ENZO,.

## Historique

Mesa /DRI et Gallium3D ont des modèles de pilote différents. Les deux partagent beaucoup de code libre

Schéma de la pile graphique de Linux

An possible example matrix when implementing the Gallium3D driver model. Through the introduction of the Gallium3D Tracker Interface and the Gallium3D WinSys Interface, only 18 instead of 36 modules are required. Each WinSys module can work with each Gallium3D device driver module and with each State Tracker module.

Nouveau se base sur les pilotes libres (mais obscurcis) nv maintenus par Nvidia pour la gestion de la 2D.
Pour la prise en charge d'OpenGL, le projet utilisait Mesa 3D, mais a changé en février 2008 pour son successeur Gallium3D,. La prise en charge d'OpenCL passe également par Gallium3D. En 2024, l'un des ingénieurs phares de Nouveau, Ben Skeggs, rejoint Nvidia.

## Procédé utilisé
Le projet utilise la technique de rétro-ingénierie sur les cartes graphiques Nvidia en étudiant le comportement des actuels pilotes 3D Linux, fournis par le constructeur (sous licence propriétaire), sans toucher aux pilotes eux-mêmes. Cette manière de faire permet au projet de ne pas entrer en conflit avec la licence Nvidia.

## REnouveau
Un appel est lancé (2006) par les développeurs à la communauté des utilisateurs de Linux pour participer au procédé de rétro-ingénierie à l'aide d'un outil nommé REnouveau (REnouveau signifie Reverse Engineering (rétro-ingénierie) pour le pilote « nouveau »).
Il exécute une série de tests OpenGL, surveille les changements de registre de la carte graphique et stocke les résultats sous forme de fichiers texte. Ceux-ci sont ensuite envoyés aux développeurs qui en analysent le contenu. Une liste des analyses réalisées, à actualiser (car REnouveau évolue) et à faire est disponible sur le site du projet.
L'utilisation de REnouveau suppose que les pilotes 3D Nvidia propriétaires soient installés correctement et activés sur la machine du contributeur et qu'aucune application utilisant la 3D ne soit en cours d'exécution
2016 : REnouveau est abandonné. Son successeur est Valgrind-MMT.